# حوض
حوض در لغت‌نامهٔ عمید آمده: «گودالی که در زمین با سنگ یا آجر و سیمان درست کنند برای نگه داشتن آب» و در واقع نیز محفظه‌ای است که معمولاً در حیاط خانه‌ها ایجاد می‌کنند و در آن آب نگهداری می‌شود و به خنکای هوا و زیبایی منظره کمک می‌نماید.

## شکل حوض بر کیفیت آب
اعتقادات پیشینیان عمدتاً ناشی از تجربه بوده که با گذشت زمان صحت بسیاری از آن‌ها به اثبات رسیده است.
محمد کریم پیرنیا در کتاب آشنایی با معماری اسلامی ایران دربارهٔ شکل حوض در معماری سنتی ایران می‌نویسد: در جلو کوشک اصلی باغ‌ها معمولاً یک استخر به شکل مربع یا مستطیل وجود داشته‌است. استخرهای گرد، پیش از اسلام و اوایل اسلام معمول بوده، ولی بعدها به کار نمی‌رفته. حوض بیضی شکل را هیچ وقت نمی‌ساختند و اعتقاد بر این بوده که آب در حوض بیضی زودتر گندیده می‌شود. بعدها این حوض‌ها یک شکل هندسی منظم و ساده از شش ضلعی تا دوازده ضلعی به خود گرفته‌است.
افت کیفیت آب و بدطعم و بدبو شدن آن از مشخصه‌های آب راکد است. باکتری‌ها در مناطقی موسوم به نواحی مرده زندگی می‌کنند. باکتری‌ها در گوشه‌های حوض تجمع می‌کنند. در حوض‌های گوشه‌دار عمده فعل و انفعالات مصرف اکسیژن محلول در آب در گوشه‌ها انجام می‌شود و افت کیفیت آب از این نقاط آغاز می‌شود و با تأثیر بیش تر باکتری دیرتر به سایر نقاط گسترده می‌شود. اما در حوض فاقد گوشه مثل بیضی یا دایره باکتری‌ها سرتاسر دیواره حوض را فرا می‌گیرند و با شروع فعل و انفعالات و مصرف اکسیژن توسط باکتری، در تمامی قسمت‌های قابل دسترس حوض طمع و بوی بد آب احساس می‌شود و به اصطلاح می‌گندد. هرچه تعداد گوشه‌ها (نواحی مرده) بیش تر باشد، کیفیت و ماندگاری آب افزایش خواهد یافت. مثلاً آب در یک حوض هشت ضلعی کیفیت بهتری نسبت به آب در یک حوض چهار ضلعی خواهد داشت.

## نماد حوض
عنصر آب از گذشته نماد پاکی و عمل حیات همه موجودات بوده است. همچنین داشتن حوض در خانه‌های قدیمی یک رسم در معماری بوده است.

## نگارخانه

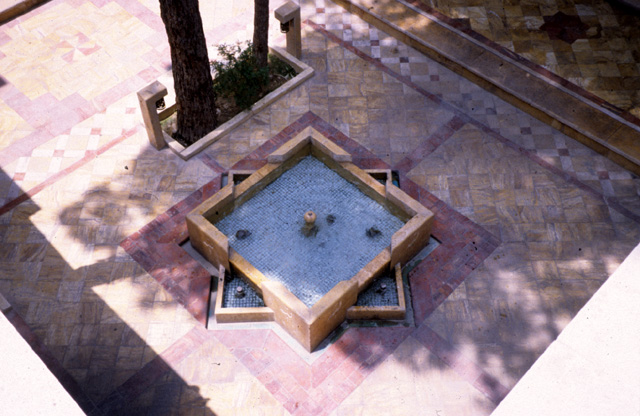
حوض یکی از عناصر معماری ایرانی است.
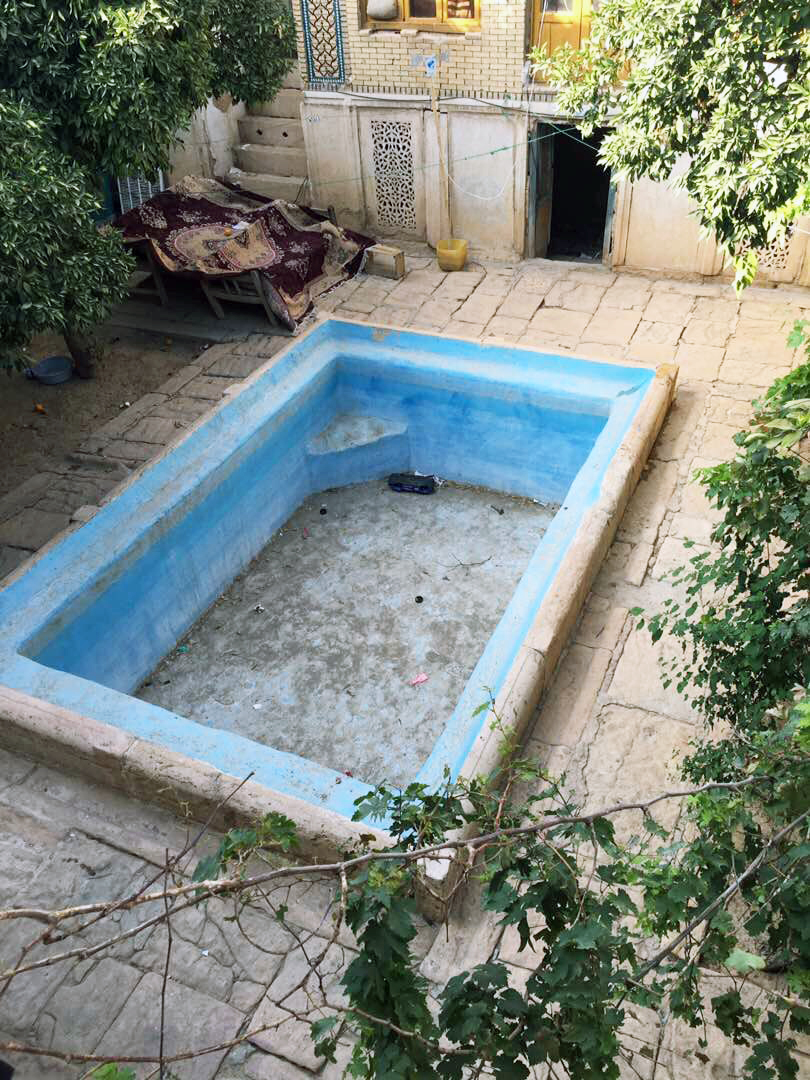
حوض ۴ گوش مستطیلی در خانه‌ای قدیمی و متروکه در کاشان.
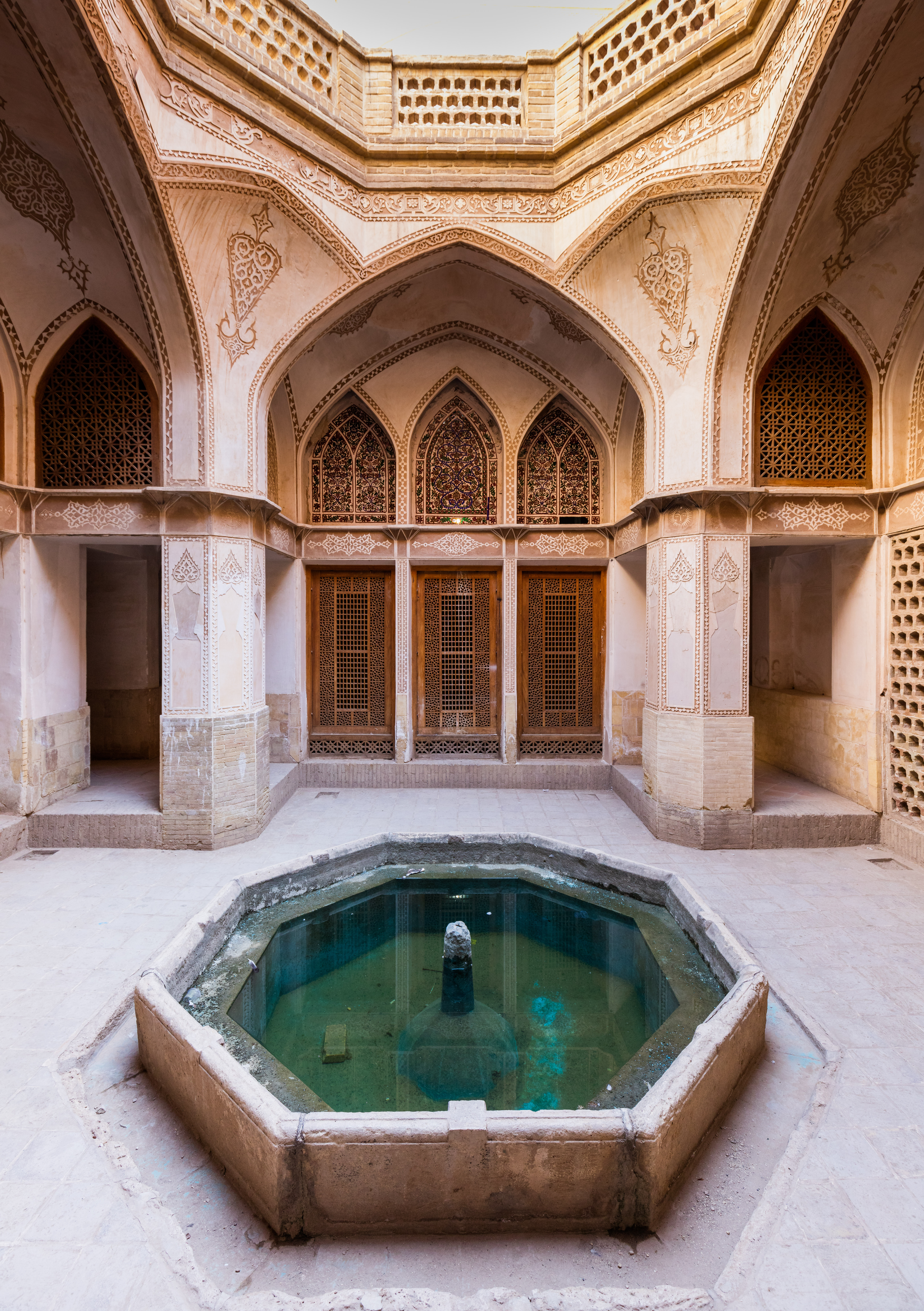
حوض ۸ گوش پر از آب در اندرونی یکی از ۶ حیاط خانه عباسی‌ها در محلهٔ تاریخی سلطان امیراحمد کاشان.
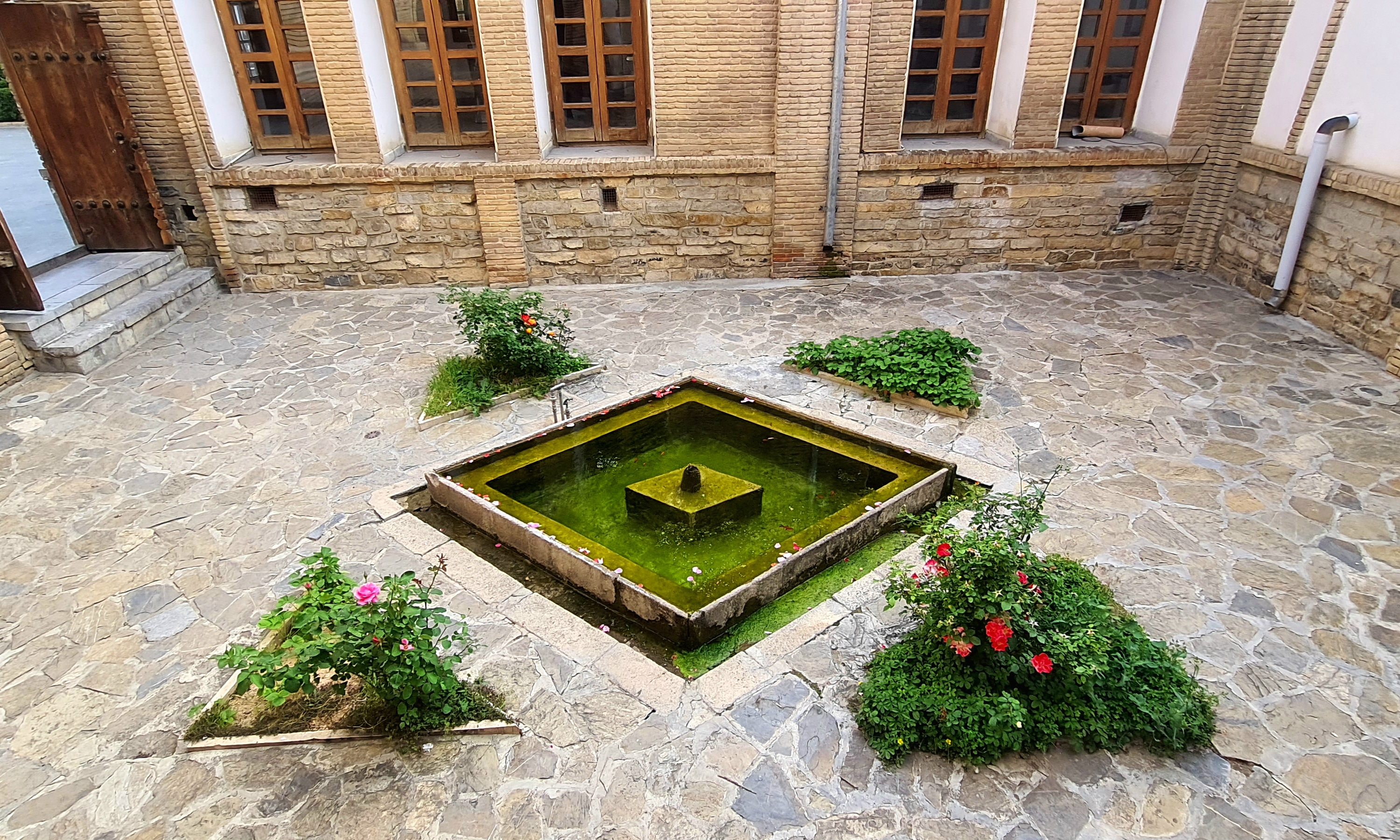
حوض محوطه پشتی عمارت آصف وزیری در سنندج